# Дікінсон (Техас)
Дікінсон (англ. Dickinson) — місто (англ. city) в США, в окрузі Галвестон штату Техас. Населення — 20 847 осіб (2020).

## Географія
Дікінсон розташований за координатами 29°27′4″ пн. ш. 95°3′22″ зх. д. / 29.45111° пн. ш. 95.05611° зх. д. (29.451075, -95.056148).  За даними Бюро перепису населення США в 2010 році місто мало площу 26,61 км², з яких 25,56 км² — суходіл та 1,05 км² — водойми.

## Демографія
Згідно з переписом 2010 року, у місті мешкало 18 680 осіб у 6599 домогосподарствах у складі 4829 родин. Густота населення становила 702 особи/км².  Було 7192 помешкання (270/км²).
Расовий склад населення:
| - 70,5 % — білих - 11,5 % — чорних або афроамериканців - 1,9 % — азіатів - 0,5 % — корінних американців - 12,5 % — осіб інших рас |

До двох чи більше рас належало 3,0 %. Частка іспаномовних становила 32,7 % від усіх жителів.
За віковим діапазоном населення розподілялося таким чином: 27,0 % — особи молодші 18 років, 62,2 % — особи у віці 18—64 років, 10,8 % — особи у віці 65 років та старші. Медіана віку мешканця становила 34,7 року. На 100 осіб жіночої статі у місті припадало 100,1 чоловіків;  на 100 жінок у віці від 18 років та старших — 98,6 чоловіків також старших 18 років.
Середній дохід на одне домашнє господарство  становив 83 787 доларів США (медіана — 68 324), а середній дохід на одну сім'ю — 92 328 доларів (медіана — 79 475). Медіана доходів становила 53 785 доларів для чоловіків та 42 990 доларів для жінок. За межею бідності перебувало 11,1 % осіб, у тому числі 12,0 % дітей у віці до 18 років та 11,6 % осіб у віці 65 років та старших.
Цивільне працевлаштоване населення становило 9546 осіб. Основні галузі зайнятості: освіта, охорона здоров'я та соціальна допомога — 24,6 %, будівництво — 12,4 %, науковці, спеціалісти, менеджери — 11,3 %, роздрібна торгівля — 10,6 %.